# 奥德瓦特
奥德瓦特（荷蘭語：Oudewater）是荷蘭的一個市镇，在行政區劃上屬於烏德勒支省。奥德瓦特在1265年獲得了城市地位。

## 外部連結
- 官方网站
- Tourist information （页面存档备份，存于）
- Museum de Heksenwaag （页面存档备份，存于）
- 维基导游上有關Oudewater的旅行指南